# Elmore County, Idaho
Elmore County är ett administrativt område i delstaten Idaho, USA, med 27 038 invånare (2010). Den administrativa huvudorten (county seat) är Mountain Home. 
Mountain Home Air Force Base är belägen i countyt.

## Geografi
Enligt United States Census Bureau så har countyt en total area på 8 030 km². 7 971 km² av den arean är land och 59 km² är vatten.

### Angränsande countyn
- Boise County - nord
- Ada County - väst
- Owyhee County - syd
- Twin Falls County - sydöst
- Gooding County - öst
- Camas County - öst
- Blaine County - nordöst